# Liptovská Teplá
Liptovská Teplá (in ungherese Liptótepla) è un comune della Slovacchia facente parte del distretto di Ružomberok, nella regione di Žilina.